# Corbitella elegans
Corbitella elegans är en svampdjursart som först beskrevs av Marshall 1875.  Corbitella elegans ingår i släktet Corbitella och familjen Euplectellidae. Inga underarter finns listade i Catalogue of Life.